# Serge Djelloul
Pour les articles homonymes, voir Djelloul.
Serge Djelloul (né le 28 mars 1966 à Sallanches en France) est un joueur professionnel de hockey sur glace.

## Carrière

### Carrière en club

#### Carrière junior
Il commence sa carrière sous la direction d'Alain Bozon aux côtés de son fils Philippe avec les Boucs de Megève. Les jeunes joueurs intègrent l'effectif de l'équipe sénior du club en 1983-1984 avec plus ou moins de temps de jeu. Alors que Bozon joue l'intégralité de la saison et aide l'équipe à remporter le titre, Djelloul va devoir attendre encore une saison avant de réellement  être un joueur régulier de l'équipe.

#### Carrière en nationale A
Pour sa première saison complète dans la Nationale A, premier échelon français, il remporte le trophée Jean-Pierre-Graff du meilleur espoir de la saison. L'équipe de Megève ne peut alors plus compter sur Bozon ayant rejoint le Canada et Paulin Bordeleau, vedette nord-américaine de l'équipe, se blesse au cours de la saison  et le club finit alors sur la seconde marche du podium.
Pour la saison 1985-1986, Djelloul quitte alors la région du Mont Blanc pour rejoindre la Normandie et les Dragons de Rouen. Les Dragons jouent alors leur première saison en ligue élite française et vont devoir lutter pour se maintenir dans la ligue. Djelloul va y passer trois saisons et se voit rejoint par son ancien coéquipier de Megève, Franck Pajonkowski.
En 1989, il rejoint le Hockey Club de Reims, nouvellement promu en Nationale 1A. Il va y passer quatre saisons avant de rejoindre en 1993-1994 les Brûleurs de Loups de Grenoble. Au cours de cette même année, il fait ses débuts avec l'équipe de France à l'occasion du championnat du monde, la France évoluant dans le mondial A. Il reste deux saisons avec Grenoble puis joue une saison avec le HC Amiens avant de quitter la France.

#### L'exil
Djelloul signe alors pour l'ESC Moskitos Essen qui évolue dans la seconde division d'Allemagne, la 1. liga nord. Il continue son exil l'année suivante en rejoignant l'EC Graz équipe autrichienne qui évolue dans l'Alpenliga, ancienne compétition regroupant des équipes italiennes, autrichiennes, et slovènes mais également dans la division 1 autrichienne.

#### Retour en France
Il rentre en France à l'issue de ces deux saisons et retourne avec Amiens. Par l'intermédiaire du gardien de but du club Antoine Mindjimba, il va rencontrer un docteur qui lui soigne des douleurs qu'il avait à l'épaule depuis quelque temps. Il va finir sa carrière en jouant jusqu'en 2001 avec Amiens et remporte en 1999, le titre de champion de France.

### Carrière internationale
À la suite de sa première sélection dans le championnat du monde de 1994 et d'une dixième place, il est une nouvelle fois appelé pour l'édition suivante. Les Bleus vont se qualifier pour la première fois de leur histoire pour les quarts-de-finale du championnat du monde en finissant à la troisième place du groupe A. Ils vont tout de même se faire battre lors de ces quarts-de-finale 5-0 par la Finlande.
Lors de l'édition 1996, la France et Djelloul va finir à la dernière place de la première phase et finalement se sauver de justesse en battant l'Autriche lors des matchs de barrage.
Après un championnat du monde 1997 discret des Bleus, Djelloul va être sélectionné pour la dernière fois pour une compétition internationale avec la France pour les jeux Olympiques de 1998, l'équipe de France finissant à la onzième place.

## Statistiques
Pour les significations des abréviations, voir Statistiques du hockey sur glace.

### Statistiques en club
| Saison    | Équipe                        | Ligue            |    | Saison régulière | Saison régulière | Saison régulière | Saison régulière | Saison régulière |   | Séries éliminatoires | Séries éliminatoires | Séries éliminatoires | Séries éliminatoires | Séries éliminatoires |
| Saison    | Équipe                        | Ligue            | PJ | B                | A                | Pts              | Pun              | PJ               | B | A                    | Pts                  | Pun                  |                      |                      |
| 1984-1985 | Boucs de Megève               | France           |    |                  |                  |                  |                  |                  |   |                      |                      |                      |                      |                      |
| 1985-1986 | Boucs de Megève               | France           |    |                  |                  |                  |                  |                  |   |                      |                      |                      |                      |                      |
| 1986-1997 | Dragons de Rouen              | France           |    |                  |                  |                  |                  |                  |   |                      |                      |                      |                      |                      |
| 1987-1988 | Dragons de Rouen              | France           |    |                  |                  |                  |                  |                  |   |                      |                      |                      |                      |                      |
| 1988-1989 | Dragons de Rouen              | France           | 43 | 6                | 16               | 22               | 85               |                  |   |                      |                      |                      |                      |                      |
| 1989-1990 | HC Reims                      | France           | 20 | 3                | 1                | 4                | 16               |                  |   |                      |                      |                      |                      |                      |
| 1990-1991 | HC Reims                      | France           | 28 | 6                | 2                | 8                | 26               | 3                | 2 | 0                    | 2                    | 0                    |                      |                      |
| 1991-1992 | HC Reims                      | France           | 34 | 15               | 5                | 20               | 38               |                  |   |                      |                      |                      |                      |                      |
| 1992-1993 | HC Reims                      | France           | 35 | 5                | 6                | 11               | 60               |                  |   |                      |                      |                      |                      |                      |
| 1993-1994 | Brûleurs de Loups de Grenoble | France           | 14 | 2                | 3                | 5                | 12               |                  |   |                      |                      |                      |                      |                      |
| 1994-1995 | Brûleurs de Loups de Grenoble | France           | 22 | 0                | 4                | 4                | 88               | 5                | 0 | 0                    | 0                    | 0                    |                      |                      |
| 1995-1996 | Gothiques d'Amiens            | France           | 28 | 8                | 1                | 9                | 22               | 11               | 2 | 1                    | 3                    | 10                   |                      |                      |
| 1996-1997 | ESC Moskitos Essen            | 1.Liga Nord      |    |                  |                  |                  |                  |                  |   |                      |                      |                      |                      |                      |
| 1997-1998 | EC Graz                       | Alpenliga        |    |                  |                  |                  |                  |                  |   |                      |                      |                      |                      |                      |
| 1997-1998 | EC Graz                       | Division 1 autr. | 18 | 2                | 5                | 7                | 38               |                  |   |                      |                      |                      |                      |                      |
| 1998-1999 | Gothiques d'Amiens            | Continental Cup  |    |                  |                  |                  |                  |                  |   |                      |                      |                      |                      |                      |
| 1998-1999 | Gothiques d'Amiens            | France           | 48 | 4                | 9                | 13               | 44               |                  |   |                      |                      |                      |                      |                      |
| 1999-2000 | Gothiques d'Amiens            | EHL              | 6  | 0                | 0                | 0                | 4                |                  |   |                      |                      |                      |                      |                      |
| 1999-2000 | Gothiques d'Amiens            | France           | 41 | 3                | 11               | 14               | 17               |                  |   |                      |                      |                      |                      |                      |
| 2000-2001 | Gothiques d'Amiens            | France           |    | 4                | 4                | 8                |                  |                  |   |                      |                      |                      |                      |                      |

### Statistiques en équipe nationale
| Année | Équipe | Évènement            |   | PJ | B | A | Pts | Pun            |  | Résultat |
| 1994  | France | Championnat du monde |   |    |   |   |     | Dixième place  |  |          |
| 1995  | France | Championnat du monde | 6 | 0  | 0 | 0 | 2   | Huitième place |  |          |
| 1996  | France | Championnat du monde | 7 | 1  | 0 | 1 | 0   | Onzième place  |  |          |
| 1997  | France | Championnat du monde | 8 | 0  | 2 | 2 | 6   | Dixième place  |  |          |
| 1998  | France | Jeux Olympiques      | 4 | 0  | 0 | 0 | 2   | Onzième place  |  |          |